# Jobi McAnuff
Jobi McAnuff (Londres, 9 de novembro de 1981 em Londres, Inglaterra) é um futebolista inglês naturalizado jamaicano que atua atualmente no Reading e pela Seleção Jamaicana de Futebol.

## Carreira

### Início da carreira
McAnuff fez sua estréia profissional na temporada 2001-02 a equipe do Wimbledon. Ele jogou 104 jogos e marcou 15 metas para o clube, permanecendo até a última vez no Wimbledon nas temporadas, 2003-04.
Em janeiro de 2004, McAnuff transferiu-se para o West Ham United. Ele jogou apenas 14 jogos pelo clube, marcou seu único gol contra o Crewe. Em 12 de agosto de 2004, ingressou no Cardiff City pelo valor de 250 mil libras e esteve quase sempre presente nos jogos em seu primeiro ano no clube. Ele fez sua estréia contra o Ipswich Town, marcando seu primeiro gol contra o seu ex-clube, West Ham United, durante uma vitória por 4 a 1. Ele jogou 48 jogos e marcou 3 gols e ganhou diversos prêmios de jogador do mês. Com Cardiff, em dificuldades financeiras, McAnuff deixou o clube no final da temporada 2004-05 para se juntar ao Crystal Palace por cerca de 600 mil libras.

### Watford
Após uma campanha menos êxito 2006-07, McAnuff mudou-se para Watford, em Junho de 2007, em um negócio com um valor inicial 1,75 milhões de libras.
McAnuff começou devagar a sua carreira no Watford e ficou de fora da primeira parte da temporada devido à chegada do jovem Adam Johnson que veio por empréstimo do Middlesbrough. Após o empréstimo de Johnson terminar prematuramente, em novembro, McAnuff retornou para a equipe titular e marcou dois importantes gols - o que deu a vitória fora de casas contra o Sheffield Wednesday e um gol de longa distância no último no minuto da partida que salvou um ponto em casa contra o Cardiff City.

### Reading
Em 27 de agosto de 2009, foi contratado pelo Reading a pedido de seu ex-técnico no Watford, Brendan Rodgers, por um valor não revelado.